# Maison de la Rose
La « Maison de la Rose » (De Roose en néerlandais) est une maison de style baroque située au numéro 11 de la Grand-Place de Bruxelles en Belgique, entre la « Maison de l'Arbre d'Or » et la « Maison du Mont Thabor », au sud de la place.

## Historique
La « Maison de la Rose » tire son nom de celui de sa propriétaire au XVe siècle : en effet, en 1452, la maison appartenait à une certaine Catherine Van der Rosen.
Après la destruction des maisons de la Grand-Place lors du bombardement de la ville par les troupes françaises de Louis XIV commandées par le maréchal de Villeroy en août 1695, la maison fut réédifiée en 1702, comme l'atteste le cartouche ornant le premier étage.
Elle fut restaurée en 1885-1887 par l'architecte Victor Jamaer.
À l'heure actuelle, son rez-de-chaussée abrite un restaurant.

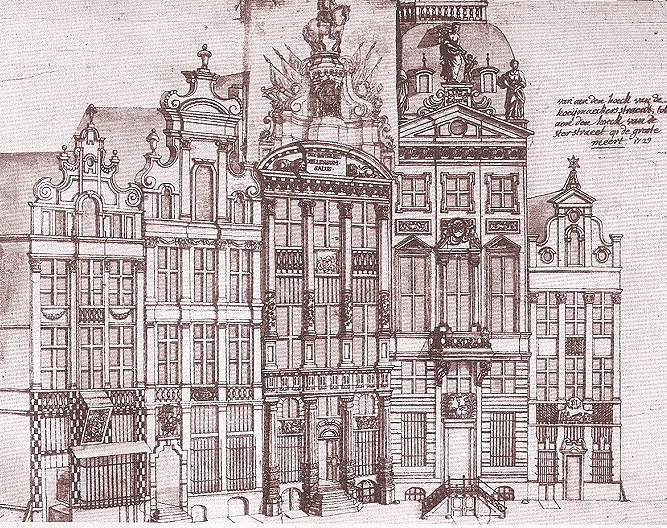
Les maisons situées entre la rue des Chapeliers et la rue de l'Étoile, devenue depuis rue Charles Buls. De gauche à droite : Le Mont Thabor, La Rose, L'Arbre d'Or, Le Cygne, L'Étoile. Dessin de Ferdinand-Joseph Derons (1729).

## Classement
Les façades et les toitures de toutes les maisons qui bordent la Grand-Place font l'objet d'un classement au titre des monuments historiques en tant qu'ensemble depuis le 19 avril 1977 sous la référence globale 2043-0065/0.
Le classement a été étendu à d'autres parties du bâtiment le 7 novembre 2002, sous la référence 2043-0065/011.

## Architecture
La « Maison de la Rose », édifiée en pierre de taille,  possède une façade de trois travées rehaussée de dorures.
Le rez-de-chaussée présente une porte à encadrement chantourné couronnée d'une enseigne à la rose et est surmonté d'un entresol. Rez-de-chaussée et entresol sont réunis par des pilastres à chapiteaux toscans.
Le premier étage est orné de grandes fenêtres à meneaux séparées par des pilastres surmontés de chapiteaux ioniques dorés supportant un entablement non orné. Les allèges des fenêtres des travées latérales de ce premier étage sont ornées de balustres rehaussés de dorures tandis que l'allège de la travée centrale est ornée d'un cartouche doré affichant le millésime de 1702.
Les fenêtres à meneaux du second étage, plus petites, sont séparées par des pilastres à chapiteaux ornés de feuilles d'acanthe supportant eux aussi un entablement non orné.
La façade est couronnée par un double pignon à volutes.
Le pignon inférieur compte trois travées séparées par des pilastres à chapiteaux composites supportant un entablement sommé d'un fronton courbe. La travée centrale comprend une fenêtre à piédroits et impostes saillants portant un arc chantourné à clef saillante, surmonté d'un larmier droit. Les travées latérales du pignon sont percées de fenêtres cintrées sous larmier courbe.
Le pignon supérieur, beaucoup plus petit que le premier, est sommé d'un vase de pierre.
Les volutes des deux pignons sont ornées d'un motif ornemental mouluré et doré appelé godron.

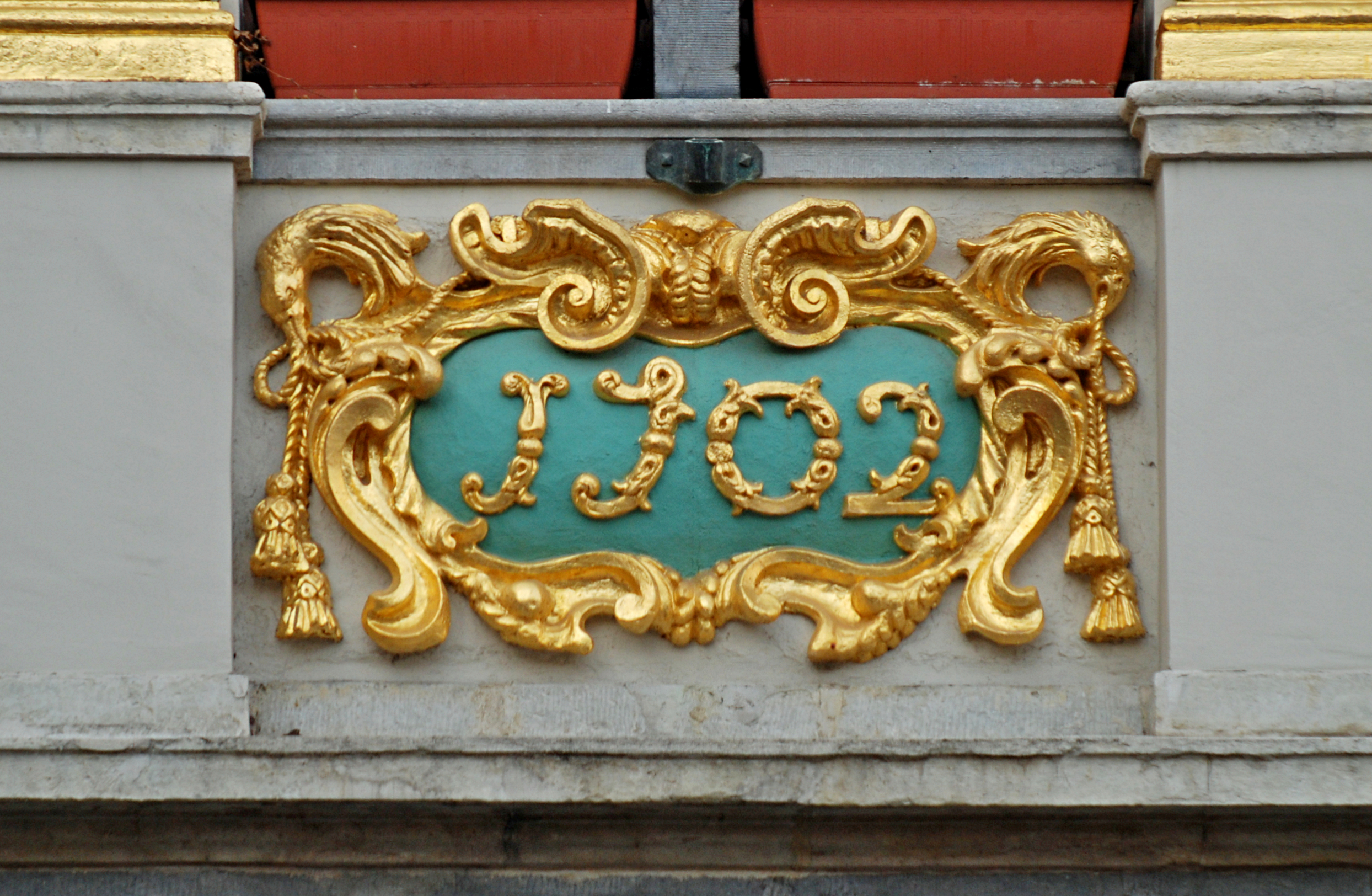
Cartouche « 1702 ».
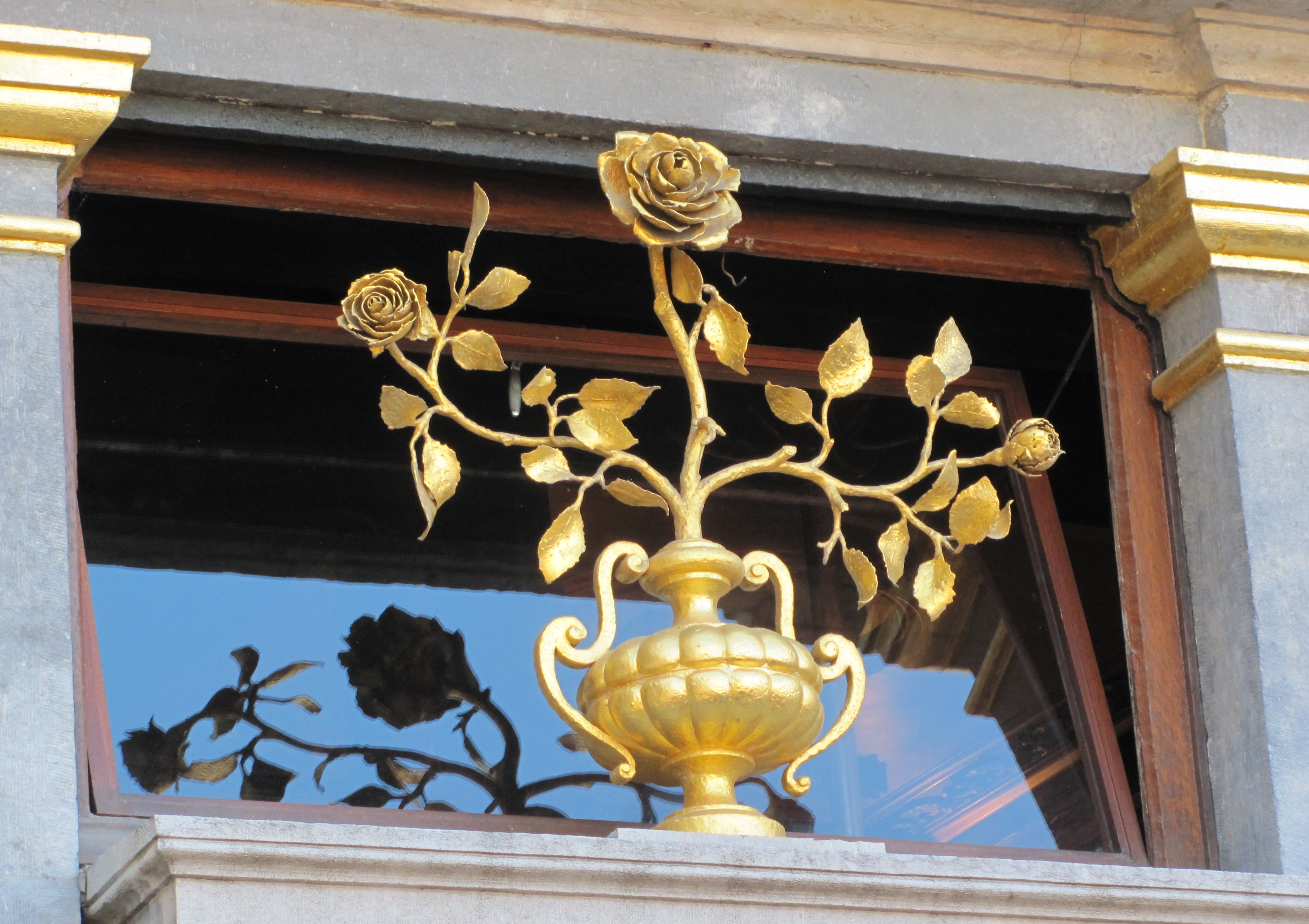
Sculpture de rose au-dessus de la porte.